# Creación del mundo (epos)
De la creación del mundo – poemat hiszpańskiego poety Alonsa de Acevedo (ok. 1550-ok.1620), opublikowany w 1615. Utwór jest oparty na Biblii. Został napisany oktawą (hiszp. octava real), czyli strofą ośmiowersową, układaną jedenastozgłoskowcem, rymowaną abababcc. Być może epos był źródłem inspiracji dla Johna Miltona przy pisaniu Raju utraconego.